# Список потерь Ми-8 и его модификаций (2011 год)

Список потерянных Ми-8 всех модификаций (включая Ми-9, -14, -17, -18, -19, -171 и -172) составлен по данным из открытых источников источников и учитывает только авиационные происшествия или воздействие внешних сил, приведшие к утрате вертолёта или его списанию вследствие полученных повреждений.
Список не полный и не окончательный.

## Список аварий и катастроф
| № п/п | Дата     | Модификация / Бортовой номер | Место                                                             | Жертвы / На борту | Краткое описание |
| ----- | -------- | ---------------------------- | ----------------------------------------------------------------- | ----------------- | --- |
| 1     | 15 марта | Ми-8Т RA-24436               | 24 км севернее Красноярска                                        | 0/3               | При выполнении тренировочного полёта с имитацией отказа одного из двигателей (на недопустимой высоте в нарушение РЛЭ) произошло падение вертолёта, с последующими разрушением и пожаром. Члены экипажа не пострадали. |
| 2     | 5 июля   | Ми-8Т RA-22350               | Иркутская область, Катангский район, 190 км севернее Киренска     | 2/12              | При высадке пассажиров в режиме висения (посадка исключалась из-за малой плотности грунта) у вертолёта возник крен влево. КВС попытался выровнять вертолёт, в результате чего возник крен уже на правый бок. В этот момент правая стойка шасси провалилась в грунт, машина накренилась сильнее, задела лопастями несущего винта о землю и вертолёт опрокинулся. Три пассажира, занятых в разгрузочных работах, получили травмы от лопастей, двое из них скончались. |
| 3     | 12 июля  | Ми-8Т RA-24278               | Республика Коми, 180 км севернее Сыктывкара                       | 0/9               | При заходе на посадку для высадки пожарных, в процессе зависания на высоте около 20 м, началось самопроизвольное вращение вертолёта влево. При парировании вращения экипаж не контролировал высоту, в результате чего вертолет грубо приземлился, опрокинулся на правый борт и получил значительные повреждения. Члены экипажа и 3 пассажира получили травмы разной степени тяжести.                                                                                |
| 4     | 16 июля  | Ми-8Т RA-22860               | Чукотский АО, 90 км юго-западнее Кепервеема                       | 0/14              | Сразу после, во время контрольного висения, произошло возгорание в грузовой кабине перешедшее в пожар, практически уничтоживший вертолёт. Вероятная причина — не выключенный керосиновый обогреватель и наличие легковоспламеняющегося груза в багаже пассажиров. |
| 5     | 19 июля  | Ми-8Т RA-22387               | Свердловская область, Нижнесергинский район, близ села Кленовское | 1/4               | Вертолёт потерпел катастрофу во время облёта газопровода из-за попадания в неблагоприятные метеоусловия (гроза). КВС своевременно решения о возврате на аэродром вылета не принял, продолжив полет на высоте ниже безопасной. Машина задела верхушки деревьев на вершине холма, экипаж пошёл на вынужденную посадку. В процессе посадки машина задела рулевым винтом о землю, опрокинулась на левый борт и разрушилась. Погиб КВС.                                  |
| 6     | 25 июля  | Ми-8Т RA-24422               | Чукотский АО, Иультинский район, близ села Биллингс               | 3/5               | При заходе на посадку в условиях ограниченной видимости (туман) экипаж утратил контроль над пространственным положением вертолёта. Машина столкнулась с землёй, разрушилась и частично сгорела. В катастрофе погибли бортмеханик и два пассажира. |
| 7     | 29 авг.  | Ми-8МТВ-1 RA-25560           | Карачаево-Черкесия, близ посёлка Архыз                            | 0/13              | При заходе на посадку из-за производственного дефекта в блоке управляющей двигателем аппаратуре произошло падение мощности правого двигателя. В результате грубого приземления вертолёт разрушился, два члена экипажа и три пассажира получили травмы различной степени тяжести. |